# امباسیس مکلی

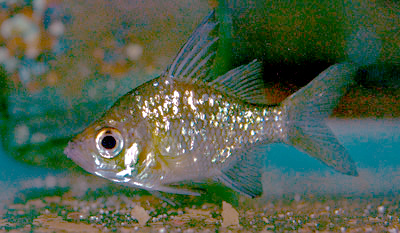
ماهی امباسیس مکلی

امباسیس مکلی که معمولاً به عنوان ماهی شیشه‌ای مکلی، پرچلت شیشه‌ای مکلی، ماهی شیشه‌ای رتیکولیتد، چرچلت رتیکولیتد، یا پرچلت شکه ای شناخته می‌شود که نوعی از ماهی‌های آب شیرین خانواده امباسیدای می‌باشد. این ماهی از ماهیان بومی شمال استرالیا و منطقه رودخانه ترانس فلای گینه نو است. این ماهی با بدن عمودی مسطح، باریک و طول استاندارد به‌طور کلی بین ۳۵ تا ۴۵ میلی‌متر (۱٫۴ و ۱٫۸ اینچ) می‌باشد و نمونه‌های بزرگ آن به ۷۷ میلی‌متر (۳٫۰ اینچ) می‌رسند. به‌طور کلی کک‌های آبی و سایر مهره‌داران کوچک را می‌خورند. طبق اتحادیه بین‌المللی حفاظت از محیط زیست (IUCN)، این ماهی به عنوان گونه‌ای که کمتر مورد نگرانی در نظر گرفته می‌شود، محسوب می‌گردد، اگرچه ممکن است به دلیل تخریب زیستگاهشان توسط خوک‌های وحشی و گیاهان آبی مهاجم مانند سنبل آبی تحت خطر قرار بگیرند.

## طبقه‌بندی
طبیعت‌شناس فرانسوی فرانسیس دو کاستلنا، در سال ۱۸۷۸ این گونه را با عنوان Pseudoambassis macleayi، از نمونه‌های جمع‌آوری شده از رودخانه نورمن در نزدیکی خلیج کارپنتاریا در شمال استرالیا توصیف کرد. این گونه به افتخار ویلیام مکلی به جهت مشارکت‌های قابل توجه وی در طبقه‌بندی ماهی، به این نام، نام‌گذاری شد. 

## ویژگی‌ها
ماهی شیشه‌ای مکلی نوعی ماهی امبسید نسبتاً بزرگ می‌باشد که تا اندازه استاندارد ۷۷ میلی‌متر (۳٫۰ اینچ) ممکن است رشد کند، اما معمولاً بزرگی جثه این ماهی بین ۳۵ تا ۴۵ میی متر (۱٫۴ تا ۱٫۸ اینچ) می‌باشد. ماهیان نر از ماده‌ها جثه بزرگتری دارند. بدنی پهن داشته، نزدیک به نیمی از طول استاندارد. دارای یک سر بزرگ و فک بالایی (فک فوقانی) که از لبه جلویی چشم بزرگ ای بزرگ امتداد دارد. اولین باله پشتی تا ۴۰ درصد از طول استاندارد بلند است، و ستون فقرات دوم طولانی‌تر از حالت اول است. در باله مقعد، ستون فقرات سوم طولانی‌تر از دومی است. رنگ این ماهی از سبز زیتونی شفاف تا سبز قهوه ای / سبز یا طلایی / زرد متفاوت است، در حالی که سطوح پایینی بدن به‌طور کلی کمرنگ تر است. فلس‌ها دارای لبه تیره تری هستند که به خصوص در قسمت بالایی یک الگوی انقباضی را ارائه می‌دهند.

## پراکندگی و زیستگاه
امباسیس مکلی از رودخانه کارسون در منطقه کیمبرلی در استرالیای غربی در طول شمال استرالیا گرفته تا رودخانه جاردین در کیپ یورک سرچشمه می‌گیرد، اگرچه توزیع در شمال شرقی کوئینزلند کاملاً متفاوت است. در گینه نو، این ماهی در منطقه ترنس فلای یافت می‌شود، که یک منطقه ییلاقی ساوانایی و مراتعی در جنوب جزیره می‌باشد.

## جفت‌گیری و چرخه زندگی
امباسیس مکلی به‌طور میانگین بارور است که نوع ماده این نوع ماهی دارای جثه ای بزرگ بوده و تا حدود ۲۳۰۰ تخم (۰٫۳ میلیمتر) کوچک بوده که با در مجاورت قرار گرفتن با آب بزرگتر می‌شوند. آمباسیس مکلی به اجبار روی گیاهان تخم ریزی می‌کنند،: ۱۷۸ تخم‌های آنها از طریق ستون آب فرورفته و به پوشش گیاهی آبزیان می‌چسبند. ماهی طی یک هفته در چند مرحله، چند صد تخم می‌گذارد. طی ۲۱ تا ۲۳ ساعت در دمای ۲۵–۲۸ درجه سانتی گراد (۷۷–۸۲ درجه فارنهایت) تخم‌ها باز می‌شوند.

## اکولوژی
امباسیس مکلی به عنوان ریز سخت پوستان خوران (ماهیانی که از سخت پوستان کوچک تغذیه می‌کنند) طبقه‌بندی می‌شوند. ۱۵۴ رژیم غذایی آنها به‌طور کلی شامل ۷۰٪ سخت پوستان کلادوکران ریز که به عنوان کک‌های آبی شناخته شده هستند، بوده و حدود ۲۰٪ از رژیم غذایی آنها حشرات آبزی بویژه لاروهای کیرونومید هستند. بنا به گزارش، این نسبت در رودخانه نورمنبی کاملاً متفاوت است، جایی که کلادوکرانها تنها ۱۰٪ از رژیم غذایی را و حدود ۷۰٪ کیرونومیدها از رژیم غذایی این ماهیان در آن ناحیه می‌باشد.:۱۵۴